# Colepriset
Colepriset (egentligen Frank Nelson Cole-priset) är två priser som delas ut till matematiker av American Mathematical Society, ett för enastående bidrag inom algebra och ett för ett enastående bidrag inom talteori. Priset har uppkallats efter Frank Nelson Cole, som arbetede för sällskapet i 25 år. Colepriset i algebra grundades av honom själv med hjölp av medel från en avskedsgåva, och prisfonden ökades sedan på av hans son, vilket ledde till dubbla priser.
Det första priset i algebra delades ut 1928 till Leonard Eugene Dickson för boken Algebren und ihre Zahlentheorie, medan det första priset i talteori delades ut 1931 till H. S. Vandiver för uppsatser om Fermats sista sats.
Fastän berättigandet för pristagare inte är fullt ut internationellt, delas det ut till sällskapets medlemmar och till dem som publicerar framstående arbeten i ledande amerikanska tidskrifter.

## Pristagare i algebra
- 1928 Leonard Eugene Dickson
- 1939 Abraham Adrian Albert
- 1944 Oscar Zariski
- 1949 Richard Brauer
- 1954 Harish-Chandra
- 1960 Serge Lang, Maxwell A. Rosenlicht
- 1965 Walter Feit, John G. Thompson
- 1970 John R. Stallings, Richard G. Swan
- 1975 Hyman Bass, Daniel G. Quillen
- 1980 Michael Aschbacher, Melvin Hochster
- 1985 George Lusztig
- 1990 Shigefumi Mori
- 1995 Michel Raynaud, David Harbater
- 2000 Andrei Suslin, Aise Johan de Jong
- 2003 Hiraku Nakajima
- 2006 János Kollár
- 2009 Christopher Hacon, James McKernan
- 2012 Alexander Merkurjev
- 2015 Peter Scholze
- 2018 Robert M Guralnick
- 2021 Chenyang Xu

Se externa länkar för motiveringar.

## Pristagare i talteori
- 1931 Harry Vandiver
- 1941 Claude Chevalley
- 1946 Henry B. Mann
- 1951 Paul Erdős
- 1956 John Tate
- 1962 Kenkichi Iwasawa, Bernard M. Dwork
- 1967 James Ax, Simon B. Kochen
- 1972 Wolfgang M. Schmidt
- 1977 Goro Shimura
- 1982 Robert P. Langlands, Barry Mazur
- 1987 Dorian M. Goldfeld,  Benedict Gross, Don Zagier
- 1992 Karl Rubin, Paul Vojta
- 1997 Andrew J. Wiles
- 2002 Henryk Iwaniec, Richard Taylor
- 2005 Peter Sarnak
- 2008 Manjul Bhargava
- 2011 Chandrashekhar Khare, Jean-Pierre Wintenberger
- 2014 Yitang Zhang; Daniel Goldston, János Pintz, Cem Y. Yıldırım
- 2017 Henri Darmon
- 2020 James Maynard

Se externa länkar för motiveringar.